# Colégio Estadual Amaro Cavalcanti

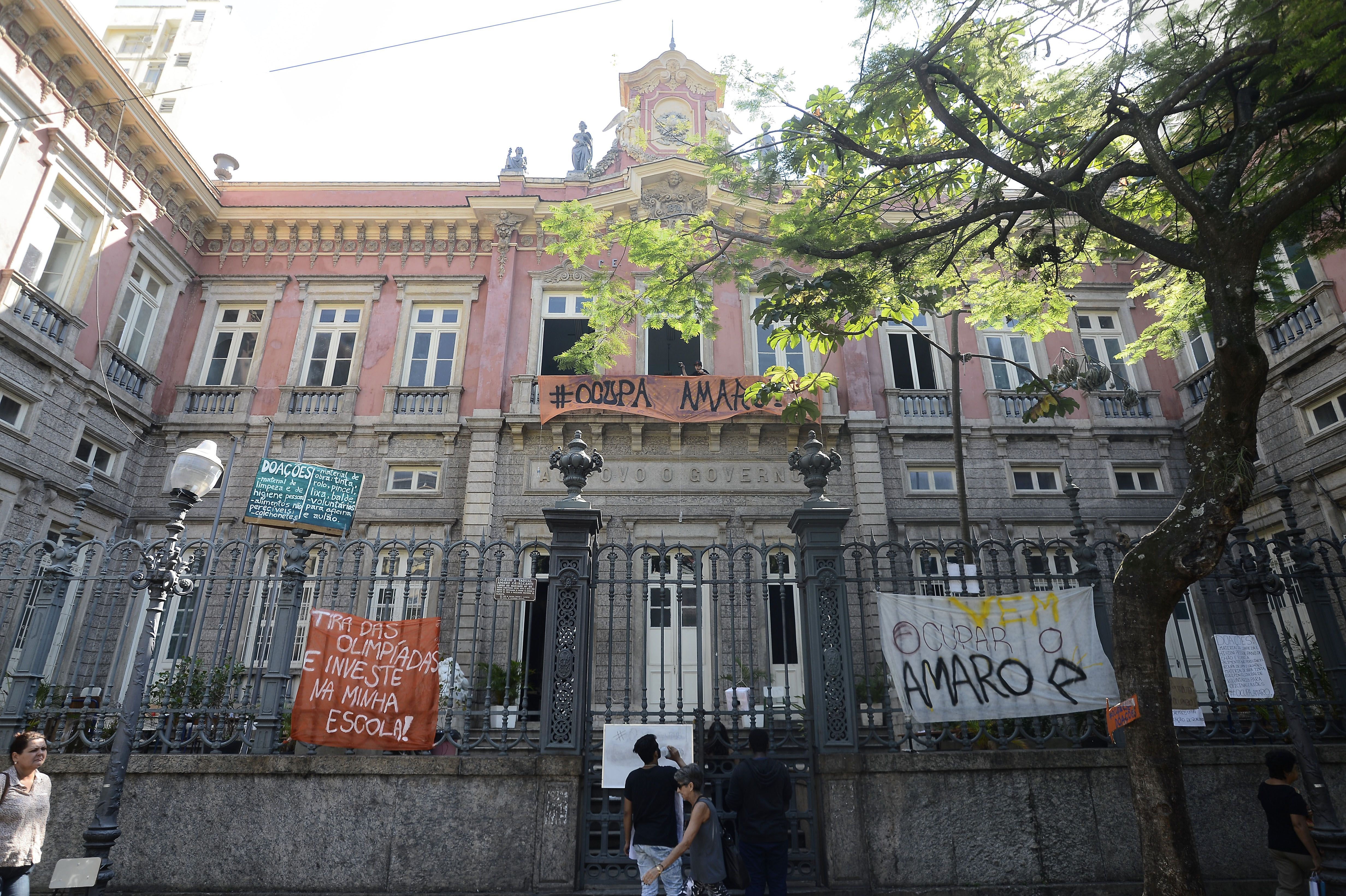
C.E. Amaro Cavalcanti durante a ocupação por estudantes secundaristas em protesto contra os cortes na educação em 2016 (Tânia Rêgo/Agência Brasil)

Colégio Estadual Amaro Cavalcanti é uma escola pública estadual do Rio de Janeiro.
Localizada no Largo do Machado, é uma das quatro "escolas do Imperador" construídas por ordem de D. Pedro II que ainda são utilizadas para a educação pública, das oito originais. O prédio, projetado pelo arquiteto Francisco Joaquim Bethencourt Silva, foi construído nos anos de 1874 e 1875, e tombado em 1990.
Foi inaugurada em 10 de abril de 1875, com o nome de Escola da Freguesia de Nossa Senhora da Glória. Mais tarde passou a se chamar Escola José de Alencar, e em 1963, recebeu o nome atual, em homenagem ao prefeito Amaro Cavalcanti Soares de Brito.
Além da atividade escolar, abrigou as “Conferências populares da Glória”, uma série de encontros entre intelectuais que aconteceram no Rio de Janeiro entre 1873 e 1888, com discussões sobre temas como educação, o papel da mulher, literatura, teatro, história e saúde pública. Em 1929, foi usado pela então Secretária de Educação, Cecília Meirelles, para uma exposição de cinema educativo. Entre 1935 e 1939, foi sede da Universidade do Distrito Federal (UDF), criada por Anísio Teixeira, com cursos superiores em Ciências, Educação, Economia, Direito, Filosofia e Artes.
A escola foi ocupada por seus estudantes em 2016 em apoio a greve dos professores e em protesto contra a política educacional vigente e a degradação das condições de ensino e infraestrutura na educação pública estadual. O movimento de estudantes se destacou entre as mais de noventa outras ocupações de escola ocorridas no mesmo momento, no Rio de Janeiro. 